# Талый пруд
Талые пруды — это пруды, состоящие из растаявшего льда или снега, встречаются на ледниках и айсбергах. Обычно образуются летом и весной (в Северном полушарии). Также могут образовываться подо льдом.
Талые пруды обычно темнее окружающего льда и их размеры и формы очень быстро могут меняться. Они поглощают больше солнечного тепла из-за тёмного цвета, что только увеличивает скорость их расширения. В конце концов они подмывают под собой лёд до основания ледника и могут быстро исчезнуть с поверхности. Когда вода достигает земной породы, на которой расположен ледник, то начинает действовать как смазка, вследствие чего ледник движется быстрее.
Талые пруды также образуются на поверхности морского льда в Арктике. После дренирования воды из талых прудов, могут формироваться подлёдные талые пруды. На границе подлёдных талых прудов и морской воды часто образуется тонкий слой подводного льда, так называемое ложное дно.
- Талые пруды на морском льду в море Баффина
- Спутниковые спектрозональные снимки, показывающие талые пруды в Гренландии